# ティノサ (潜水艦)
ティノサ (USS Tinosa, SS-283) は、アメリカ海軍の潜水艦。ガトー級潜水艦の一隻。艦名はアジ科の大型種ブラックジャック（和名カッポレ）やホースアイジャックを指すアンティル諸島での通称に因む。

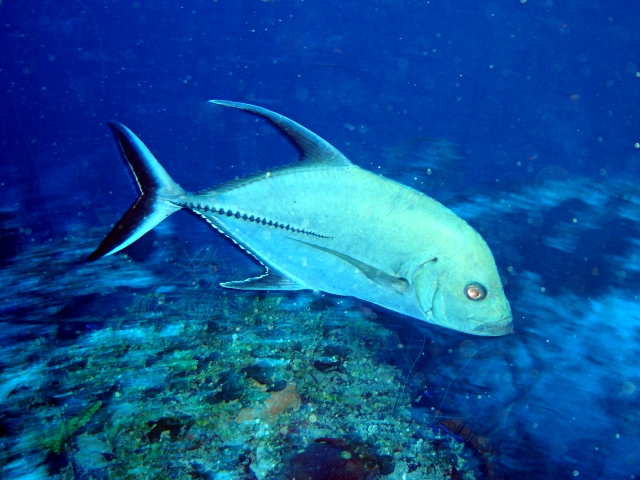
カッポレ（キューバでの通称Tinosa）
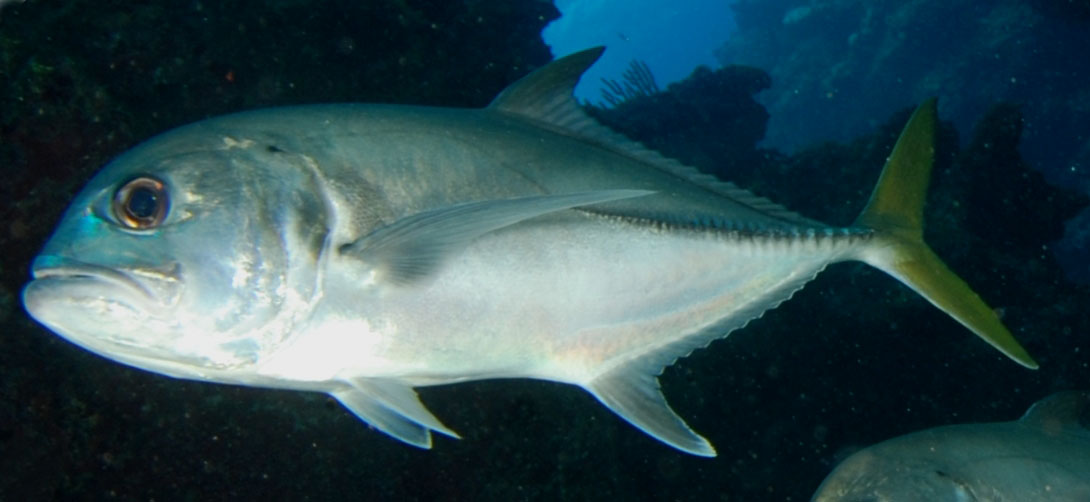
ホースアイジャック（アメリカでの通称Tinosa）

## 艦歴
「ティノサ」は1942年2月21日にカリフォルニア州ヴァレーホのメア・アイランド海軍造船所で起工する。1942年10月7日にキャサリン・S・モロイ（ウィリアム・E・モロイ大佐夫人）によって進水し、艦長ローレンス・ランドール・ダスピット少佐（アナポリス1927年組）の指揮下で1943年1月15日に就役する。就役後のウォーミングアップの後、ハワイ水域に向かい4月16日に真珠湾に到着した。

### 第1の哨戒 1943年5月 - 6月
1943年5月3日、「ティノサ」は最初の哨戒で日本近海に向かった。5月29日夜、北緯32度00分 東経131度51分 / 北緯32.000度 東経131.850度の日向灘で、2つの小さな目標をレーダーで探知する。目標のうち「7,000トン輸送船」に対してまず魚雷を4本発射し、2つの爆発があったとした。二度目の攻撃で浮上し、浮上砲戦で少なくとも一発の命中弾を与えたとする。目標は止まったと判断され、魚雷を4本発射したが、2本ずつ左右に逸れてゆき命中しなかった。業を煮やした「ティノサ」は、三度目の攻撃で再び魚雷を4本発射したが、やはり命中しなかった。四度目の攻撃では魚雷を2本発射し、1本が命中したように見えた。攻撃を受けた陸軍輸送船「新東丸」（沢山汽船、1,215トン）は、反撃で「ティノサ」の司令塔に二発の命中弾を与えて、さらに馬乗りになったと報告した。いずれにせよ、「ティノサ」は「新東丸」 を撃沈することはできなかった。
「ティノサ」は西方に移動し、6月5日朝には僚艦「シーウルフ (USS Seawolf, SS-197 )」を確認したのち、北緯30度52分 東経125度30分 / 北緯30.867度 東経125.500度の地点で第268船団を発見して魚雷を2本発射し、「伏見丸級輸送船」（実際には輸送船「対馬丸」（日本郵船、6,754トン））に1本が命中したが不発に終わった。「シーウルフ」は攻撃のタイミングがつかめなかった。午後に「シーウルフ」とともに浮上したが、「シーウルフ」だけが第268船団を護衛していた「第36号哨戒艇」に追いかけられ、「ティノサ」は短時間浮上砲戦を行ってからスコールの中に逃げ込んで事なきを得た。
「ティノサ」は再び東に移動。6月9日夕刻、北緯31度14分 東経132度44分 / 北緯31.233度 東経132.733度の細島南東海上で、2月27日にジャルート環礁沖で「プランジャー (USS Plunger, SS-179 )」の雷撃を受けて艦尾を損傷し、航行不能状態のところをジャルートから40数日かけて、特設運送船「興津丸」（日本郵船、6,666トン）によって本土に曳航されていた特務艦「石廊」を発見する。「ティノサ」のダスピット艦長は、この時点で残っていた6本の魚雷をいつでも発射できるよう用意させて追跡を行い、翌6月10日早朝にいたり、北緯31度52分 東経132度25分 / 北緯31.867度 東経132.417度の地点で魚雷を4本発射した。うち2本が命中したと判断されたが、攻撃直後から護衛の2隻の特設掃海艇「第八拓南丸」（日本海洋漁業、343トン）と「第六玉丸」（西大洋漁業、275トン）からの爆雷による攻撃を受け、12発の爆雷を投じられた「ティノサ」は、頭上で爆発した爆雷で艦橋内の機器が故障した。それでも危機を脱した「ティノサ」は修理を行って哨戒を続けた。6月19日、47日間の行動を終えてミッドウェー島に帰投。修理に従事した。

### 第2の哨戒 1943年7月 - 8月
7月7日、「ティノサ」は2回目の哨戒でトラック諸島方面に向かった。7月15日、北緯10度20分 東経151度25分 / 北緯10.333度 東経151.417度の地点で4隻の空母、2隻の重巡洋艦、1隻の軽巡洋艦および何隻かの駆逐艦からなる日本艦隊を発見。艦隊は小沢治三郎中将率いる第三艦隊であり、「ティノサ」は魚雷を4本発射したが命中しなかった。7月20日朝には、北緯05度11分 東経147度19分 / 北緯5.183度 東経147.317度の地点で「川崎型油槽船」を発見して魚雷を4本発射して2本が命中したように見え、浮上砲戦を試みたが、反撃を受けてあきらめた。

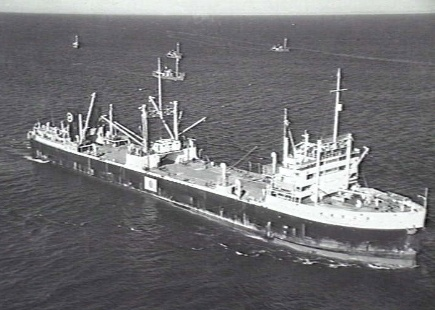
第三図南丸

7月24日朝、「ティノサ」は北緯06度53分 東経147度53分 / 北緯6.883度 東経147.883度のトラック西方230海里の地点で駆逐艦「玉波」の護衛の下、パラオからトラックに向かっていた特設運送船「第三図南丸」（日本海洋漁業、19,210トン）を発見した。「ティノサ」は正しく目標を認識し、攻撃位置について9時28分に「第三図南丸」に向けて魚雷を4本発射。2本の命中音を確認したが、特段の変化を認めなかった。「ティノサ」は爆雷攻撃に備えつつ左舷側に回り、9時38分の二度目の攻撃で魚雷を2本発射、魚雷は船尾に命中し爆発した。「第三図南丸」はスクリューを破損したため航行不能に陥り、爆雷攻撃が始まりつつあったものの最大のチャンスが到来した。ティノサは止めを刺そうと左舷真横から800mの距離を置いて1本発射した。しかし、これもまた命中音は聞こえたが不発に終わった。以後、10時11分、10時14分、10時39分、10時48分、10時50分、11時にそれぞれ1本ずつ発射して命中させたが、いずれも爆発しなかった。そのうち、駆逐艦の甲高いスクリュー音が聞こえ、11時31分と32分に1本ずつ発射したが、やはり爆発することはなかった。ダスピット艦長は、戦時日誌に繰り返し "No effect" （変化なし）と記す羽目となった。「第三図南丸」被雷の報により、トラック在泊の軽巡洋艦「五十鈴」や駆逐艦「朝凪」などは16時30分にトラックを出撃。「五十鈴」に曳航された「第三図南丸」は、7月28日にトラックに到着した。「ティノサ」は、搭載魚雷24本のうち、証拠品として保全した1本を残して全て消費し、ダスピットは真珠湾への帰投を命じた。8月4日、27日間の「不本意な」行動を終えて真珠湾に帰投した。
帰投後、ダスピットは潜水部隊司令部に猛抗議を行った。抗議の受理先である太平洋艦隊潜水部隊司令官チャールズ・A・ロックウッド中将（アナポリス1912年組）は言う。
太平洋艦隊司令長官チェスター・ニミッツ大将（アナポリス1905年組）の特別許可により、チャールズ・モンセン大佐（アナポリス1916年組）がマウイ島南岸のカホオラウェの断崖を標的に実物の魚雷を使って発射実験を行なったが、結果は2本が爆発したものの、残る1本は不発に終わった。回収後の原因調査の結果、Mk14型魚雷の磁気信管に使用していたMk6型信管と爆発尖の不良によるものであった。爆発尖は目標と直角にならない時に一番爆発する確率になるようバネとベアリングが調整されており、直角かそれに近い角度で命中すると、雷管につながるピンが折れて爆発しなくなる代物であった。「第三図南丸」に命中した魚雷のうち、爆発したものについては最適な角度で発射されたため爆発したものであると結論付けられた。要は、爆発しなかったものについては、第三図南丸が動かないことをよいことに真横から発射したものの、すべて爆発尖が折れてしまい爆発しなかったということである。爆発尖の改修は意外なもので解決した。真珠湾攻撃時に撃墜した日本機から回収したプロペラを再利用した合金であり、開戦21か月目にして信頼できる爆発尖を得ることができた。
このMk14型魚雷に関する問題は開戦劈頭から存在しており、1941年12月13日以降に「サーゴ (USS Sargo, SS-188 )」が絶好のポジションから13本の魚雷を発射して13本すべてが外れるという事例があり、次いでロックウッドがフリーマントルの潜水部隊司令官在任中（当時少将）の1942年6月20日から漁網を目標にした発射実験を行い、3メートルに深度調整して780m先の漁網に向けて発射したところ、魚雷は8mの深度を通過して漁網を潜り抜けてしまった。実験を重ねたロックウッドは兵站局に改善を促していたが兵站局はこれを拒否。紛糾の末に、8月1日になってようやくニューポートでの実験でロックウッドの主張の裏付けが取れたことにより、深度調整装置の改修が行われた。しかし、磁気信管に関する不具合を兵站局が認めたのは1943年4月27日のことであり、ニミッツとロックウッドは磁気信管の使用停止を命じたものの、7月24日までには間に合わなかった。また、ブリスベンの潜水部隊司令官から魚雷問題の対処のためアメリカに帰国していたラルフ・クリスティ少将（アナポリス1915年組）は、かつて自分が開発にかかわったMk14型魚雷と磁気信管の不具合を頑として認めず、潜水部隊司令官に復帰しても指揮下の潜水艦に磁気信管を使わせていた。

### 第3の哨戒 1943年9月 - 10月
9月23日、「ティノサ」は3回目の哨戒で「スティールヘッド (USS Steelhead, SS-280)」とともにカロリン諸島方面に向かった。
10月4日未明、北緯08度01分 東経150度19分 / 北緯8.017度 東経150.317度の地点で「富士山丸型タンカー」を発見し、魚雷を4本発射したが命中しなかった。
2日後の10月6日には、北緯10度24分 東経146度52分 / 北緯10.400度 東経146.867度のトラック北西250海里の地点で特務艦「風早」を発見。先「にスティールヘッド」が攻撃して損傷を与えたが、「風早」が撃ち返してきたため息をひそめなければならなかった。「ティノサ」は「スティールヘッド」に代わって「風早」に接近し、午後に入って北緯10度35分 東経148度30分 / 北緯10.583度 東経148.500度の地点で魚雷を6本発射。4つの爆発音がとどろいて確認すると、「風早」が針路を変えるところであった。ところが、直後に爆雷攻撃を受けてスピーカーが破壊され、機械室に一時火災が発生したが、間もなく鎮圧した。夕刻に入って魚雷を4本発射して2本命中させ、さらに魚雷を2本発射したが、こちらは命中しなかった。三度目から六度目の攻撃では魚雷を1本ずつ計4本発射し、うち2本が命中して「風早」は艦尾から沈んでいった。10月7日早朝、「ティノサ」は浮上して、プルワット環礁アレット島の通信施設に対して艦砲射撃を実施し、41発の砲弾を撃ち込んだ。10月16日、23日間の行動を終えてミッドウェー島に帰投した。

### 第4の哨戒 1943年10月 - 12月
10月27日、「ティノサ」は4回目の哨戒でパラオ方面に向かった。
11月22日朝、北緯07度10分 東経134度34分 / 北緯7.167度 東経134.567度の地点で2隻の輸送船と2隻の護衛艦からなる船団を発見した。2隻の目標に対して魚雷を3本ずつ計6本発射し、最初の目標に3本すべて、二番目の目標に2本がそれぞれ命中し、外れたのは1本のみであった。この攻撃で2隻の陸軍輸送船「木曾丸」（三光汽船、4,070トン）と「大和丸」（白洋汽船、4,378トン）を撃沈したが、直後に護衛の「第35号駆潜艇」と敷設艦「白鷹」の反撃を受けた。「ティノサ」は76m、次いで120mの深度に潜航したものの発電機が破壊され、ジャイロコンパスも狂うなど被害を受けたものの応急修理で切り抜け、護衛艦艇が去ってから哨戒を再開した。
11月25日には北緯05度09分 東経135度56分 / 北緯5.150度 東経135.933度の地点で3隻の輸送船団を発見して魚雷を3本発射したが、コントロールミスにより命中しなかった。
11月26日朝、北緯06度22分 東経134度48分 / 北緯6.367度 東経134.800度のパラオ沖でウエワク13次船団を発見。最初の目標に対して魚雷を3本発射し、二番目の目標に対しても魚雷を3本発射しようとしたが、1本は魚雷発射管の故障で発射できなかった。それでも、各目標に2本ずつ命中させた。「ティノサ」は今度も攻撃直後に深く潜航。34個の爆雷を投じられたが難なく切り抜けた。この攻撃で陸軍輸送船「神威丸」（岸本汽船、3,811トン）を撃沈した。同じ日に沈没した陸軍輸送船「大祐丸」（宇部興産、1,874トン）は当該船団に名を連ねていないが、ティノサが打撃を与えたとしている。
12月3日夕刻には、北緯06度34分 東経131度40分 / 北緯6.567度 東経131.667度のアンガウル島近海でバリクパパンからトラックに向かっていた3隻のタンカー船団を発見。19時47分、「ティノサ」は魚雷を3本発射し、1本が特設運送船（給油）「吾妻丸」（日本郵船、6,645トン）に命中し、魚雷が命中した「吾妻丸」は火災を起こした。「ティノサ」は21時過ぎに止めを刺そうと浮上したが、突然、舵損傷により右旋回を続けていた「吾妻丸」からの反撃を受け、体当たりされそうになったため魚雷を1本だけ発射したのちすぐに潜航。21時20分に「吾妻丸」に向けて魚雷を3本発射し2本を命中させ、ようやく撃沈した。12月16日、49日間の行動を終えてフリーマントルに帰投。艦長がドナルド・F・ワイス中佐（アナポリス1929年組）に代わった。

### 第5の哨戒 1944年1月 - 3月
1944年1月10日、「ティノサ」は5回目の哨戒で南シナ海に向かった。1月20日に北ボルネオに位置するラブアン島に諜報部隊とその物資5,000ポンドを揚陸した。
2日後の1月22日午後、北緯07度22分 東経115度05分 / 北緯7.367度 東経115.083度のラブアン島沖で駆逐艦「若竹」に護衛された第3202船団を発見。魚雷を4本発射し、2隻の応急タンカー「広進丸」（広海汽船、5,485トン）と「青南丸」（日本製鐵、5,400トン）に魚雷を命中させて撃沈した。攻撃後、「ティノサ」は戦果拡大のため浮上戦を策し、三度にわたって魚雷を3本ずつ計9本発射して、いくつかの命中弾を与えたと判断された。2月上旬までミリ近海で哨戒の後、スリガオ海峡を通ってミンダナオ島近海に移動した。
2月15日、北緯10度04分 東経126度54分 / 北緯10.067度 東経126.900度のシアルガオ島東南東で、セブからハルマヘラ島へ陸軍兵を輸送していたH17船団を発見。夜に入って2つの目標に向けて魚雷を3本ずつ計6本発射し、魚雷は陸軍輸送船「小田月丸」（会陽汽船、1,988トン）に2本が命中しこれを撃沈したが、「ティノサ」は当初撃破と判断していた。
2月16日未明には北緯08度32分 東経126度58分 / 北緯8.533度 東経126.967度の地点で、H17船団から分離して単独で航行していた陸軍輸送船「長城丸」（東亜海運、2,610トン）に向けて魚雷を3本発射し、1本ないし3本すべてを命中させて撃沈した。攻撃後、「ティノサ」はミッドウェー島に針路を向ける。
2月19日には、北緯16度53分 東経141度02分 / 北緯16.883度 東経141.033度の地点でレーダーにより3つの目標を探知し、目標に接近した上で翌2月20日未明に北緯18度03分 東経141度03分 / 北緯18.050度 東経141.050度の地点で魚雷を2本発射したが、命中しなかった。その後もこの目標を観測し続けたが、護衛の駆逐艦の砲撃にさえぎられて観測は打ち切られた。3月4日、55日間の行動を終えて真珠湾に帰投した。

### 第6の哨戒 1944年3月 - 5月
3月29日、「ティノサ」は6回目の哨戒で「パーチー (USS Parche, SS-384)」および「バング (USS Bang, SS-385) 」とウルフパックを構成し、東シナ海およびルソン海峡方面に向かった。
4月30日朝、「ティノサ」は北緯18度53分 東経119度09分 / 北緯18.883度 東経119.150度の地点でタマ17船団を発見し、魚雷を6本発射。5,500トン級輸送船1隻の撃沈を報じ、7,500トン級タンカーと別の5,500トン級輸送船各1隻の撃破を報じた。他、「バング」が2隻の輸送船「竹川丸」（川崎汽船、1,930トン）と「日達丸」（日産汽船、2,859トン）を撃沈した。
5月3日朝、「ティノサ」は複数のマストを発見し、「パーチー」と「バング」に通報。水上航行と潜航を繰り返しながら目標、海南島から鉄鉱石を積載して台湾経由で日本本土に向かっていたテ04船団に接近し、5月4日0時8分に2つの目標に向けて魚雷を3本ずつ計6本発射。うち3本が輸送船「豊日丸」（大同海運、6,436トン）に命中し、轟沈。別の「6,000トン輸送船」にも魚雷が2本命中したように見えた。テ04船団は西方に遁走するが、1時間後に輸送船「金嶺丸」（東亜海運、5,949トン）が被雷沈没。その間、「ティノサ」は2時30分ごろに浮上し、高速でテ04船団を探し求めた。やがて新たな目標を発見し、魚雷を4本発射して3つの命中を確認する。「パーチー」からの報告を受信して別の目標を求め、1時間後の5時過ぎに新たな輸送船を発見して魚雷を4本発射し、2つの爆発を確認したが様子は定かではなかった。夜明けとともに一時接触を失うが、10時前に北緯20度58分 東経118度08分 / 北緯20.967度 東経118.133度の地点で輸送船を発見して魚雷を4本発射し、2つの爆発を確認したが、こちらも様子は定かではなかった。テ04船団への攻撃は陸軍輸送船「楡林丸」（拿捕船、6,022トン）を逃した以外は完勝だった。ティノサは「豊日丸」のほかに輸送船「大武丸」（大阪商船、6,440トン）を撃沈したと認定され、「金嶺丸」撃沈は「バング」の手に帰し、2隻の輸送船「大翼丸」（大阪商船、5,244トン）と「昌龍丸」（大連汽船、6,475トン）は「パーチー」が撃沈したと認定された。
5月9日には北緯22度20分 東経146度40分 / 北緯22.333度 東経146.667度の地点でトロール船の群れを攻撃し、浮上砲戦によって1隻を撃沈し3隻を撃破したと報じた。5月15日、46日間の行動を終えてマジュロに帰投。改修を受けた。

### 第7の哨戒 1944年6月 - 8月
6月7日、「ティノサ」は7回目の哨戒で東シナ海に向かった。
6月15日未明、北緯29度35分 東経141度00分 / 北緯29.583度 東経141.000度の地点で爆発音と砲声を聴取し、その方向にレーダーの手ごたえがあった。やがて輸送船団を発見し、魚雷を6本発射するも命中しなかった。
6月18日午後には北緯33度45分 東経128度03分 / 北緯33.750度 東経128.050度の五島列島沖合いで、3本マストを持つ150トン級のトロール船を発見し、浮上して攻撃したが相手は意外としぶとく、弾薬の無駄遣いを抑制するため油を浸したボロ布をいくつか投げつけ、さらに重油をかけた上で火を放つことで、ようやく撃沈することができた。
6月22日夕刻にも北緯33度43分 東経127度44分 / 北緯33.717度 東経127.733度の地点で50トン級サンパンを発見して機銃で撃ち沈めた。6月23日には僚艦「シーライオン (USS Sealion, SS-315)」および「タング (USS Tang, SS-306)」と会合。3隻は福江島と甑島列島を結ぶ海域を新たな哨戒海域に設定した。
7月3日夜半、「ティノサ」は北緯32度25分 東経128度50分 / 北緯32.417度 東経128.833度の五島列島南南西16キロ地点で門司に向かっていたタモ20B船団を発見。艦尾発射管から魚雷を2本、艦首発射管から魚雷を4本発射し、魚雷は3本が貨客船「賀茂丸」（日本郵船、8,524トン）に命中してこれを撃沈。応急タンカー「崑山丸」（大連汽船、2,733トン）にも魚雷を命中させて撃沈した。
7月10日には北緯32度12分 東経127度00分 / 北緯32.200度 東経127.000度の地点で100トン級トロール船を撃沈した。7月30日、54日間の行動を終えて真珠湾に帰投。西海岸のハンターズ・ポイント海軍造船所に回航されオーバーホールに入った。また、艦長がリチャード・C・リーサム少佐（アナポリス1934年組）に代わった。

### 第8、第9の哨戒 1944年11月 - 1945年4月
12月4日、「ティノサ」は8回目の哨戒で南西諸島方面に向かった。この際、新しく開発されたFMソナーの試験が課せられていた。このソナーはサンディエゴで装備された、海中の対潜機雷も探知できる新形式のソナーであり、「ティノサ」が向かった海域はその対潜機雷が敷設されている重要な海域であった。大東諸島、先島諸島、奄美群島の各海域で各種テストを行った。1945年1月30日、56日間の行動を終えて真珠湾に帰投。FMソナーの運用に関するデータを報告した。
3月1日、8回目の哨戒で東シナ海に向かった。3月17日にサイパン島タナパグ湾に寄港。この哨戒でも3月25日から28日にかけて、南西諸島海域で再度FMソナーのテストに従事した。4月7日、30日間の行動を終えてグアムのアプラ港に帰投。アプラ港在泊中に、FMソナーが、哨戒の実績に基づいて改良されたバージョンのものに取り替えられた。

### 第10の哨戒 1945年4月 - 5月
4月28日、「ティノサ」は10回目の哨戒でトラック諸島方面に向かった。この哨戒は改良型FMソナーのテストが主任務だった。5月3日、春島近海を航行中に、トラックにごくわずかに残された日本海軍機の爆撃を受けたが、損傷はなかった。5月14日夜にはウールール島に対して艦砲射撃を実施した。5月16日、19日間の行動を終えてアプラ港に帰投した。

### 第11、第12の哨戒 1945年5月 - 8月
5月29日、「ティノサ」は9回目の哨戒でバーニー作戦に参加して日本海に向かった。この作戦は、この時点の日本に残されたほぼ唯一の重要航路に打撃を与えるものであり、対馬海峡の機雷原突破と日本海を悠然と航行する日本船は、目標の減少に嘆いていた潜水艦部隊にとっては絶好のスリルであり獲物であった。この作戦には9隻の潜水艦が投入され「ヘルキャッツ」 Hellcats と命名された。各潜水艦は三群に分けられ、「シードッグ (USS Sea Dog, SS-401)」艦長のアール・T・ハイデマン少佐（アナポリス1932年組）が総司令となった。「ティノサ」は「ボーフィン  (USS Bowfin, SS-287) 」「フライングフィッシュ (USS Flying Fish, SS-229) 」と共にウルフパック「リッサーズ・ボブキャッツ (Risser's Bobcats) 」を組み、第一陣「ハイデマンズ・ヘップキャッツ　(Hydeman's Hep Cats)  」が5月27日に出撃してから48時間後に出航し、対馬海峡に進出した。対馬海峡に向かう途中、「ティノサ」は九州南方海上で救命ボートに乗って漂流するB-29の10名のパイロットを発見。しかし、パイロットたちは「ティノサ」の幹部から作戦の内容を告げられると「ティノサから去る」と言い、救命ボートに戻っていった。
リレー式に対馬海峡を突破した「シードッグ」以下の潜水艦は三群それぞれの担当海域に向かい、6月9日日の出時の攻撃開始を待った。「リッサーズ・ボブキャッツ」は朝鮮半島東岸に進出した。作戦初日の6月9日、「ティノサ」は北緯37度30分 東経129度30分 / 北緯37.500度 東経129.500度の江原道三陟沖で輸送船「若玉丸」（若井商船、2,211トン）を発見し、魚雷を3本発射して1本を命中させ撃沈。翌6月10日夜にも北緯29度08分 東経129度43分 / 北緯29.133度 東経129.717度の地点で4,000トン級輸送船を発見し、魚雷を4本発射して1本が命中したが不発に終わり、逆に爆雷攻撃を受けた。6月12日には北緯37度47分 東経129度10分 / 北緯37.783度 東経129.167度の朝鮮半島注文津沖で輸送船「啓東丸」（東亜海運、873トン）を発見し、浮上砲戦で撃沈した。6月18日にも北緯28度33分 東経128度36分 / 北緯28.550度 東経128.600度の地点で11,000ヤード離れた目標に対して魚雷を3本発射したが命中せず、もう2本発射したが結果は同じであった。6月20日明け方には北緯35度39分 東経130度29分 / 北緯35.650度 東経130.483度の地点で4,500トン級輸送船を発見し、魚雷を3本発射して3本とも命中させて撃沈。夕方に入り、3,700トン級輸送船を発見して魚雷を4本発射し、2本を命中させて撃沈した。「ティノサ」はこの日の二度の攻撃で2隻の輸送船「大図丸」（大図汽船、2,726トン）と「会盛丸」（会陽汽船、880トン）を撃沈した。「ティノサ」は僚艦とともに、6月24日夜に宗谷海峡西側に到着。6月19日に富山湾で討ち取られた「ボーンフィッシュ (USS Bonefish, SS-223) 」以外の、各潜水艦は翌25日正午に濃霧の中を二列縦陣、浮上航行で海峡を通過し、オホーツク海に入った。7月4日のアメリカ独立記念日、37日間の行動を終えて真珠湾に帰投した。
8月11日、「ティノサ」は12回目の哨戒で出撃したが8月15日の終戦により、翌16日にミッドウェー島に帰投した。
「ティノサ」は2年間で太平洋において12回の哨戒を行い、16隻の敵艦、総トン数64,655トンを撃沈した。これら第二次世界大戦の戦功で9個の従軍星章を受章し、第4、第5、第6の哨戒で殊勲部隊章を受章した。

### 戦後・朝鮮戦争
「ティノサ」は8月26日にミッドウェー島を出航してサンフランシスコに回航され、同地でオーバーホールに入った。1946年1月から6月まで西海岸で作戦活動に従事したあと予備役となり、1947年1月に退役する。
朝鮮戦争が勃発すると、「ティノサ」は1952年1月に再就役した。しかしながら、休戦後の1953年12月2日に再び退役し、その後1958年9月1日に除籍された。艦体は実験と訓練目的に使用されることが1959年3月2日に認可された。対潜水艦戦訓練の標的艦に使用され、1960年11月にハワイ沖で沈められた。